# Obrzęk naczynioruchowy
Obrzęk naczynioruchowy, obrzęk naczyniowy, obrzęk Quinckego, obrzęk angioneurotyczny – choroba skóry i błon śluzowych charakteryzująca się występowaniem ograniczonych obrzęków.
Obrzęki te są niebolesne, niezapalne, bez świądu, nie poddają się uciskowi i najczęściej obejmują twarz, kończyny i okolice stawów. Zdarzają się także obrzęki w obrębie błon śluzowych dróg oddechowych i przewodu pokarmowego. Obrzęki ustępują samoistnie lub pod wpływem leczenia w ciągu 24–72 godzin.
Obrzęk naczynioruchowy pojawia się w różnym wieku najczęściej w wieku dziecięcym lub okresie pokwitania, ale zdarza się też początek w wieku dorosłym. Częstość występowania objawów jest różna od 1–2 razy na tydzień do kilku w ciągu całego życia.
Obrzęk naczynioruchowy może być groźny dla życia, gdy zlokalizowany jest w gardle lub krtani i gdy grozi zamknięciem dróg oddechowych. Może wówczas dojść do asfiksji, a w konsekwencji do śmierci.

## Patogeneza
Podłożem choroby jest zwiększona przepuszczalność naczyń krwionośnych, spowodowana degranulacją mastocytów i uwolnieniem z nich licznych wazoaktywnych i prozapalnych mediatorów.

## Przyczyny
Najczęstsze przyczyny:
- alergie (zależne od związanych z uczuleniem przeciwciał IgE)
- autoimmunologiczne z obecnością autoprzeciwciał w klasie IgG
- czynniki niealergiczne (np. inhibitory konwertazy angiotensyny, konserwanty itp.)
- niedobór inhibitora składnika C1 dopełniacza (wrodzony i nabyty)

## Dziedziczny obrzęk naczynioruchowy
Dziedziczny (wrodzony) obrzęk naczynioruchowy jest schorzeniem dziedziczonym w sposób autosomalny dominujący i związanym z defektem genu odpowiedzialnego za produkcję inhibitora składnika C1 dopełniacza (C1-INH). Powoduje to występowanie niskich stężeń tego inhibitora w surowicy.
Wyróżnia się trzy typy dziedzicznego obrzęku naczynioruchowego:
- typ I (klasyczny), występuje u ok. 85% chorych i charakteryzuje się niskim stężeniem inhibitora C1 (5–35% normy)
- typ II występuje u ok. 15% chorych i charakteryzuje się prawidłowym lub nieco podwyższonym stężeniem C1-INH
- typ III – najrzadszy stwierdzany u kobiet charakteryzuje się prawidłową funkcją inhibitora, natomiast defekt dotyczy czynnika XII krzepnięcia[1][2].

Nie stwierdzono nigdy przypadków całkowitego braku inhibitora C1 we krwi u chorych na wrodzony obrzęk naczynioruchowy, a osoby chore są heterozygotami.

## Leczenie
W leczeniu ostrych napadów obrzęku naczynioruchowego w niektórych krajach stosuje się koncentraty inhibitora składnika C1. Przed zabiegami operacyjnymi stosowane jest świeżo mrożone osocze lub androgeny.
W leczeniu przewlekłym (zapobieganie napadom) stosuje się atenuowane androgeny (danazol, stanozolol), poza tym kwas ε-aminokapronowy i traneksamowy – a w przypadkach o tle alergicznym leki antyhistaminowe, na przykład cetyryzynę, cynaryzynę oraz kortykosterydy.

## Historia
Nazwa obrzęk Quinckego pochodzi od nazwiska niemieckiego lekarza Heinricha Quinckego, który to schorzenie opisał w 1882 roku.